# Вертикална граница
„Вертикална граница“ (на английски: Vertical Limit) е американски приключенски филм от 2000 г. на режисьора Мартин Кембъл, по сценарий на Робърт Кинг и Тери Хейс, и участват Крис О'Донъл, Бил Пакстън, Робин Тъни, Скот Глен, Изабела Скорупко и Темуера Морисън.